# Lido des Aresquiers
Le lido des Aresquiers est un cordon dunaire situé sur la commune de Frontignan dans le département de l'Hérault (région Occitanie), en bordure de l'étang de Vic.
Ce secteur est particulièrement vulnérable, et des travaux ont été entrepris à partir de 2014 pour stabiliser le trait de côte. Des bâtiments anciens ont été démolis en 2016.

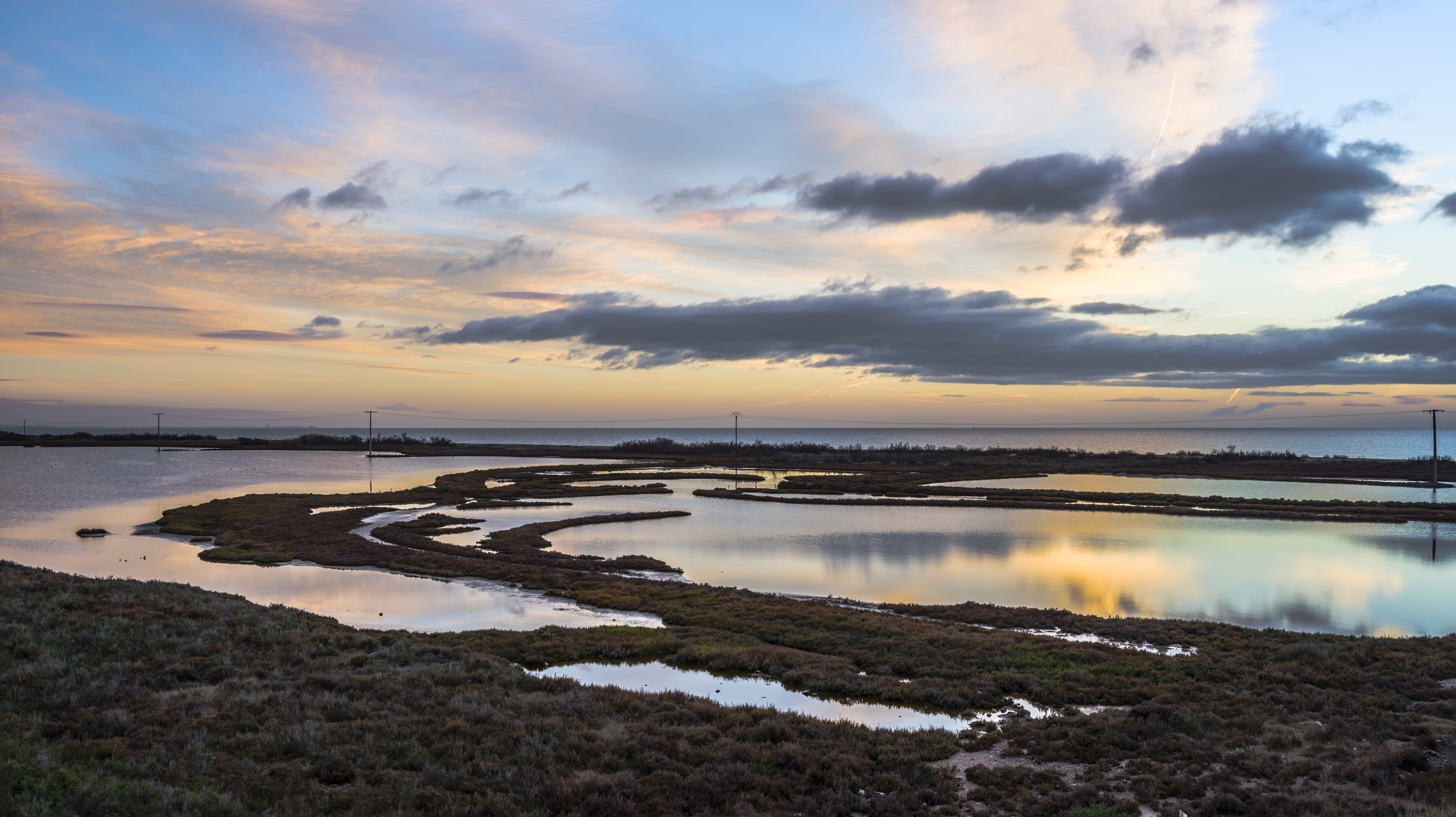
Le lido des Aresquiers en 2018